# Rougeotiana lithina
Rougeotiana lithina är en fjärilsart som beskrevs av W. Warren 1903. Rougeotiana lithina ingår i släktet Rougeotiana och familjen mätare. Inga underarter finns listade.